# 一百个人的十年
《一百个人的十年》，初版名为《100个人的10年》，再版时改名，是冯骥才著纪实文学作品，收文29篇，记录了29位平民在文化大革命中的不幸遭遇。1991年出版，同年英译本（书名《来自旋风的声音》）、日译本出版。2003年、2004年、2008年、2014年、2016年再版。

## 版权案
初版因使用了李振盛的摄影作品而被李振盛起诉，系中华人民共和国首例摄影作品著作权纠纷案。1995年3月1日，南京市中级人民法院判决出版社侵权、冯骥才未侵权。2004年，本书插图本再版，6月，李振盛再次起诉，12月17日，北京市第二中级人民法院判决出版社、策划方、冯骥才共同承担民事责任，需公开发表赔礼道歉声明并赔偿。